# Один, два, три
Один, два, три (англ. One Two Three) — американська сатирична кінокомедія 1961 року режисера Біллі Вайлдера про життя у Західному та Східному секторах Берліну під час холодної війни. У фільмі висміюється ментальність і поведінка повоєнних як західних, так і східних німців, які все ще живуть пережитками та комплексами колишньої тоталітарної держави.

## Сюжет
Дія фільму відбувається у 1961 році, за кілька місяців до будівництва Берлінської стіни. К.Р. «Мак» Макнамара (Джеймс Кегні), представник компанії  Кока-Кола у Західному Берліні, прагне стати її європейським директором, представивши напій за «залізною завісою». Тим часом його начальник просить його доглянути за дочкою Скарлет Гейзелтін (Памела Тіффін), яка подорожує Європою. Одного дня молода дівчина зникає, а потім повертається в супроводі комуністичного активіста Отто Людвіга Піфля (Горст Бухгольц), якого вона представляє як свого чоловіка, про існування якого Макнамара потім змушений приховувати від свого начальника, котрий прибуває до Берліна наступного дня...

## Ролі виконують
- Джеймс Кегні — К.Р. «Мак» Макнамара
- Горст Бухгольц — Отто Людвіг Піфль
- Памела Тіффін — Скарлет Гейзелтін
- Арлін Френсіс[en] — Філліс Макнамара
- Лізелотта Пульвер[de] — міс Інгеборг (секретарка «Мака»)
- Ганнс Лотар[en] — Шлеммер (помічник «Мака»)
- Шаблон:Нап — Венделл П. Гейзелтін

## Нагороди
- 1961  Премія Національної ради кінокритиків США:
  - Найкращі десять фільмів[en] — N 9.